# Quartet de corda núm. 1 (Bartók)
El Quartet de corda núm. 1 en la menor, op. 7 (Sz. 40) és el primer dels sis quartets de corda de Béla Bartók. Es va estrenar el 19 de març de 1910 a Budapest, interpretada pel Quartet Waldbauer-Kerpely.

## Moviments
L'obra es divideix en tres moviments, interpretats sense pauses entre cadascun:
1. Lento
2. Allegretto (de vegades anomenat Poco a poco accelerando all'allegretto) – Introduzione
3. Allegro vivace

## Origen i context
L'obra es va inspirar, almenys en part, en l'amor no correspost de Bartók per la violinista Stefi Geyer⁣: en una carta que li va dirigir, va anomenar el primer moviment com a "lament fúnebre" i les seves notes inicials tracen un motiu que va aparèixer per primera vegada al seu Concert per a violí núm. 1, obra dedicada a Geyer i suprimida per Bartók durant molts anys. La intensa escriptura contrapuntística d'aquest moviment es compara sovint amb el Quartet de corda núm. 14 op. 131 de Beethoven, el moviment d'obertura del qual és una fuga lenta.
La fuga del primer moviment anticipa de manera sorprenent l'inici de la seva futura obra mestra Música per a corda, percussió i celesta (1936). En els dos primers compassos hi apareguin les dotze notes de l’escala cromàtica. Tot i que Bartók mai no va abraçar el sistema dodecatònic, la seva atracció pel concepte del total cromàtic va persistir al llarg de tota la seva trajectòria.
Els dos moviments següents són progressivament més ràpids, i l'estat d'ànim de l'obra s'alleugera considerablement, acabant força alegre. En general, es considera que el tercer moviment és el més típic de l'estil madur de Bartók, incloent-hi les primeres proves del seu interès per la música popular hongaresa.
L'obra va sorgir després d'un llarg procés de creació que va començar amb esbossos al 1907 i va continuar amb una intensa escriptura durant el 1908. Oficialment, es va considerar completa el 27 de gener de 1909, i la seva estrena va tenir lloc el 19 de març de 1910 a Budapest, interpretada pel Quartet Waldbauer-Kerpely. Curiosament, només dos dies abans d'aquesta estrena, Bartók va participar en un concert dedicat a Zoltán Kodály. L'obra va ser publicada per primera vegada a Hongria l'any 1911. El Quartet Waldbauer-Kerpely va assumir un paper fonamental en la difusió de les composicions de Bartók, encarregant-se d'estrenar diversos dels seus quartets amb gran dedicació al llarg del temps.

## Discografia
| Any  | Intèrprets        | Segell                       |       |
| ---- | ----------------- | ---------------------------- | ----- |
| 2019 | Quartet Ragazze   | Channel Classics - CCS 41419 | [ 5 ] |
| 1950 | Quartet Juilliard | Sony Classical - 19439831102 |       |
| 1963 | Quartet Juilliard | Sony Classical - 5062312     | [ 6 ] |